# Palacsintagráf
A matematika, azon belül a gráfelmélet területén egy Pn palacsintagráf, avagy n-palacsintagráf olyan egyszerű, irányítatlan, hurokmentes gráf, melynek csúcshalmaza az 1,2,...,n számok permutációinak (sorbaállításainak) halmaza. Két permutáció között akkor húzódik él, ha az egyik tranzitív módon átvihető a másikba egy kezdőszeletének megfordításával (prefix reversal).
A palacsintarendezés (pancake sorting) az a matematikai probléma, melynek során különböző méretű palacsintákból álló oszlopot nagyság szerinti sorba rendeznek oly módon, hogy az oszlopba bárhol beszúrható egy fordítólapát, és az összes fölötte lévő palacsinta megfordítható vele. A palacsintarendezési probléma és a palacsintagráf átmérőjének meghatározása egymással ekvivalens.
A Pn palacsintagráf reguláris, csúcsainak száma n!, fokszáma n − 1.
Az n méretű palacsintagráf, Pn rekurzívan előállítható a Pn−1 palacsintagráf n kópiájából oly módon, hogy az {1, 2, …, n} halmaz más-más elemét fűzzük hozzá az egyes kópiákhoz.

## Eredmények
A Pn (n ≥ 4) palacsintagráf szuperösszefüggő és hiperösszefüggő.
A palacsintagráf girthparamétere:
{\displaystyle g(P_{n})=6{\text{, ha }}n>2.}
A Pn palacsintagráf γ(Pn) génuszáról elmondható, hogy:
{\displaystyle n!\left({\frac {n-4}{6}}\right)+1\leq \gamma (P_{n})\leq n!\left({\frac {n-3}{4}}\right)-{\frac {n}{2}}+1}

### Színezése
A palacsintagráfok színezésével kapcsolatban a következő eredmények ismertek.
A Pn (n ≥ 3) palacsintagráf totális kromatikus száma {\displaystyle \chi _{t}(P_{n})=n}, élkromatikus száma {\displaystyle \chi _{e}(P_{n})=n-1}.
A palacsintagráf (n−1)-színezésére és totális n-színezésére hatékony algoritmus ismert.
A {\displaystyle \chi (P_{n})} kromatikus számra a következő korlátok adhatók:
Ha {\displaystyle 4\leq n\leq 8}, akkor
{\displaystyle \chi (P_{n})\leq {\begin{cases}n-k,&{\mbox{ha }}n\equiv k{\pmod {4}},k=1,3;\\n-2,&{\mbox{ha }}n\equiv k{\pmod {4}},k=0,2;\end{cases}}}
ha {\displaystyle 9\leq n\leq 16}, akkor
{\displaystyle \chi (P_{n})\leq {\begin{cases}n-(k+2),&{\mbox{ha }}n\equiv k{\pmod {4}},k=1,3;\\n-4,&{\mbox{ha }}n\equiv k{\pmod {4}},k=0,2;\end{cases}}}
ha {\displaystyle n\geq 17}, akkor
{\displaystyle \chi (P_{n})\leq {\begin{cases}n-(k+4),&{\mbox{ha }}n\equiv k{\pmod {4}},k=1,2,3;\\n-8,&{\mbox{ha }}n\equiv k{\pmod {4}},k=0.\end{cases}}}
A következő táblázat alacsony n-ekre a palacsintagráfok kromatikus számának konkrét értékeit tárgyalja.
| {\displaystyle n}            | 3 | 4 | 5 | 6 | 7 | 8  | 9  | 10 | 11 | 12 | 13 | 14 | 15 | 16 |
| {\displaystyle \chi (P_{n})} | 2 | 3 | 3 | 4 | 4 | 4? | 4? | 4? | 4? | 4? | 4? | 4? | 4? | 4? |

### Köreinek száma
A Pn (n ≥ 3) palacsintagráfban minden esetben található l hosszúságú kör, ahol {\displaystyle 6\leq l\leq n!} (de 3, 4 és 5 hosszúságú körök nem). Ebből az is következik, hogy a gráf rendelkezik Hamilton-körrel, és bármely két csúcsa összeköthető Hamilton-úttal.
A Pn (n ≥ 4) palacsintagráf 6 hosszúságú köreiről elmondható, hogy minden csúcs egyetlen 6-körbe tartozik, melyekből a gráf összesen {\displaystyle {\frac {n!}{6}}} független (csúcsdiszjunkt) darabot tartalmaz.
A Pn (n ≥ 4) palacsintagráf 7 hosszúságú köreiről elmondható, hogy minden csúcs pontosan {\displaystyle 7\cdot (n-3)} 7 hosszúságú körbe tartozik, melyekből a gráf összesen {\displaystyle n!\cdot (n-3)} különböző darabot tartalmaz.
A Pn (n ≥ 4) palacsintagráf 8 hosszúságú köreiről elmondható, hogy ezekből a gráf összesen {\displaystyle {\frac {n!(n^{3}+12n^{2}-103n+176)}{16}}} különböző darabot tartalmaz, melyekből maximálisan {\displaystyle {\frac {n!}{8}}} független 8-kör választható ki.

### Átmérője
A palacsintarendezési probléma és a palacsintagráf átmérőjének („palacsintaszám”) meghatározása egymással ekvivalens. A palacsintaszám meghatározásának egyik fő nehézsége a palacsintagráf komplikált körszerkezetében rejlik.
| {\displaystyle n}     | 1 | 2 | 3 | 4 | 5 | 6 | 7 | 8 | 9  | 10 | 11 | 12 | 13 | 14 | 15 | 16 | 17 |
| {\displaystyle P_{n}} | 0 | 1 | 3 | 4 | 5 | 7 | 8 | 9 | 10 | 11 | 13 | 14 | 15 | 16 | 17 | 18 | 19 |

A palacsintaszám, tehát az n palacsintát tartalmazó oszlop rendezéséhez mindig elégséges, minimális átfordítások száma {\displaystyle {\frac {15}{14}}n} és {\displaystyle {\frac {18}{11}}n} (kb. {\displaystyle 1,07n} és {\displaystyle 1,64n}) között van, de a pontos érték nem ismert.
1979-ben Bill Gates és Christos Papadimitriou {\displaystyle {\frac {5}{3}}n} felső korlátot igazolt. Ezt 30 évvel később {\displaystyle {\frac {18}{11}}n}-re javította a University of Texas at Dallas egyetem Hal Sudborough által vezetett kutatócsoportja. (Chitturi et al., 2009).
2011-ben Laurent Bulteau, Guillaume Fertin és Irena Rusu bebizonyították, hogy egy adott palacsintaoszlop rendezéséhez szükséges legrövidebb átfordítás-sorozat megtalálása NP-nehéz feladat.

## Égetettpalacsinta-gráf
Az égetettpalacsinta-problémaként (burnt pancake problem) ismert változatban a palacsinták alja megégett, és a rendezés végén minden palacsintának az égett oldalával alul kell elhelyezkednie. Az égetettpalacsinta-gráf ennek a problémának a gráf-reprezentációja: az előjeles permutációban ha az i palacsinta égett oldalával felfelé van, akkor a permutációban az i helyén az i` negatív elem szerepel.
A {\displaystyle P'_{n}} égetettpalacsinta-gráf reguláris, rendje (csúcsainak száma) {\displaystyle 2^{n}\cdot n!}, fokszáma {\displaystyle n}.
Erre a változatra David S. Cohen (David X. Cohen) és Manuel Blum 1995-ben a következő állítást igazolták: {\displaystyle 3n/2\leq P'_{n}\leq 2n-2} (ahol a felső korlát csak {\displaystyle n>9}-től válik igazzá).
| {\displaystyle n}      | 1 | 2 | 3 | 4 | 5  | 6  | 7  | 8  | 9  | 10 | 11 | 12 |
| {\displaystyle P'_{n}} | 1 | 4 | 6 | 8 | 10 | 12 | 14 | 15 | 17 | 18 | 19 | 21 |

Az égetettpalacsinta-gráf girthparamétere:
{\displaystyle g(P_{n})=8{\text{, ha }}n>2}.

## Alkalmazásai
A palacsintagráfok számos érdekes tulajdonsággal rendelkeznek – szimmetrikus és rekurzív szerkezetük (Cayley-gráfok, ezért csúcstranzitívek), szublogaritmikus fokszámmal és átmérővel rendelkeznek és relatíve ritkák (pl. a hiperkockagráfokhoz képest), ezért a permutáló csillaggráfok mellett a párhuzamos számítógépek hálózati összeköttetéseinek modelljeként komoly érdeklődés tárgyát képezik. Hálózati összeköttetések modelljeként tekintve a palacsintagráfokra, a gráf átmérője a kommunikációs késleltetést reprezentálja.
A palacsinta-megfordításnak biológiai aspektusai is vannak, a genetikai vizsgálatok területén. Az evolúciós változások egyik fajtájában az egyed DNS-ének valamely szakasza megfordul, ami az égetettpalacsinta-problémával analóg.

## Egyéb palacsintagráf-osztályok
Az eredeti palacsintarendezési problémánál és az égetettpalacsinta-problémánál is a kezdőszelet megfordítása (prefix reversal) volt a művelet, amivel az egyik permutációból el lehetett jutni a másikba. Ha megengedjük a nem prefixált fordításokat is (a „két fordítólapátos” eset), akkor összesen négy palacsintagráf-osztály határozható meg. Minden palacsintagráf beágyazható a saját osztályába tartozó bármely magasabb rendű gráfba.
| Név                                                                           | Jelölés                | Magyarázat                              | Rend                          | Fokszám                         | Girth (ha n>2)    |
| ----------------------------------------------------------------------------- | ---------------------- | --------------------------------------- | ----------------------------- | ------------------------------- | ----------------- |
| előjel nélküli kezdőszelet-megfordítási gráf (unsigned prefix reversal graph) | {\displaystyle UP_{n}} | Az eredeti palacsintarendezési probléma | {\displaystyle n!}            | {\displaystyle n-1}             | {\displaystyle 6} |
| előjel nélküli megfordítási gráf (unsigned reversal graph)                    | {\displaystyle UR_{n}} | Az eredeti probléma két spatulával      | {\displaystyle n!}            | {\displaystyle {n \choose 2}}   | {\displaystyle 4} |
| előjeles kezdőszelet-megfordítási gráf (signed prefix reversal graph)         | {\displaystyle SP_{n}} | Az égetettpalacsinta-probléma           | {\displaystyle 2^{n}\cdot n!} | {\displaystyle n}               | {\displaystyle 8} |
| előjeles megfordítási gráf (signed reversal graph)                            | {\displaystyle SR_{n}} | Az égetett probléma két spatulával      | {\displaystyle 2^{n}\cdot n!} | {\displaystyle {n+1 \choose 2}} | {\displaystyle 4} |